# Aspergillus thomii
Aspergillus thomii är en svampart som beskrevs av G. Sm. 1951. Aspergillus thomii ingår i släktet Aspergillus och familjen Trichocomaceae.   Inga underarter finns listade i Catalogue of Life.